# Seengen
Seengen é uma comuna da Suíça, no Cantão Argóvia, com cerca de 2.934 habitantes. Estende-se por uma área de 10,35 km², de densidade populacional de 283 hab/km². Confina com as seguintes comunas: Birrwil, Boniswil, Dintikon, Egliswil, Hallwil, Hilfikon, Meisterschwanden, Sarmenstorf, Seon, Villmergen.
A língua oficial nesta comuna é o Alemão.